# Periscyphis besi
Periscyphis besi is een pissebed uit de familie Eubelidae. De wetenschappelijke naam van de soort is voor het eerst geldig gepubliceerd in 1941 door Thomas Theodore Barnard.